# Андрогены
Андроге́ны (др.-греч. ἀνδρός род.п. от ἀνήρ «мужчина» и γένος «происхождение») — общее собирательное название группы стероидных мужских половых гормонов, производимых половыми железами (семенниками у мужчин и яичниками у женщин) и корой надпочечников и обладающих свойством в определённых концентрациях вызывать андрогенез, вирилизацию организма — развитие мужских вторичных и третичных половых признаков у обоих полов.
Количество андрогенов увеличивается как у мужчин, так и у женщин в период полового созревания. Основным андрогеном у мужчин является тестостерон. Дигидротестостерон (ДГТ) и андростендион имеют одинаковое значение для развития мужчин. ДГТ внутриутробно вызывает дифференцировку полового члена, мошонки и предстательной железы. В зрелом возрасте ДГТ способствует облысению, росту предстательной железы и активности сальных желез.
Хотя андрогены обычно считаются только мужскими половыми гормонами, у женщин они также есть, но на более низких уровнях: они влияют на либидо и сексуальное возбуждение. Кроме того, андрогены являются предшественниками эстрогенов как у мужчин, так и у женщин.
В дополнение к их роли в качестве естественных гормонов, андрогены используются в качестве лекарств; для получения информации об андрогенах как лекарствах см. Статьи о заместительной терапии андрогенами и анаболических стероидах.

## Типы и примеры
Основная подгруппа андрогенов, известная как надпочечниковые андрогены, состоит из 19-углеродных стероидов, синтезируемых в сетчатой зоне, самом внутреннем слое коры надпочечников. Надпочечниковые андрогены действуют как слабые стероиды (хотя некоторые из них являются предшественниками), и подмножество включает дегидроэпиандростерон (DHEA), дегидроэпиандростерона сульфат (DHEA-S), андростендион (A4) и андростендиол (A5).
Помимо тестостерона, другие андрогены включают:
- Дегидроэпиандростерон (DHEA) - стероидный гормон, вырабатываемый в коре надпочечников из холестерина[4]. Это основной предшественник как андрогенных, так и эстрогенных половых гормонов. DHEA также называют дегидроизоандростероном или дегидроандростероном.
- Андростендион (А4) - андрогенный стероид, вырабатываемый яичками, корой надпочечников и яичниками. В то время как андростендион метаболически превращается в тестостерон и другие андрогены, он также является исходной структурой эстрона. Использование андростендиона в качестве спортивной добавки или добавки для бодибилдинга было запрещено Международным олимпийским комитетом, а также другими спортивными организациями.
- Андростендиол (А5) является стероидным метаболитом DHEA и предшественником половых гормонов тестостерона и эстрадиола.
- Андростерон - это химический побочный продукт, образующийся при расщеплении андрогенов или полученный из прогестерона, который также оказывает незначительное маскулинизирующее действие, но с одной седьмой интенсивностью тестостерона. Он содержится примерно в равных количествах в плазме и моче как мужчин, так и женщин.
- Дигидротестостерон (DHT) является метаболитом тестостерона и более мощным андрогеном, чем тестостерон, поскольку он сильнее связывается с рецепторами андрогенов. Он вырабатывается в коже и репродуктивных тканях.

Определяется с учетом всех методов биологического анализа (c. 1970):

### Женские андрогены яичников и надпочечников
Яичники и надпочечники также вырабатывают андрогены, но на гораздо более низких уровнях, чем яички. Что касается относительного вклада яичников и надпочечников в уровень женских андрогенов, в исследовании с участием шести менструирующих женщин были сделаны следующие наблюдения:
- Вклад надпочечников в периферические T, DHT, A, DHEA и DHEA-S относительно постоянен на протяжении всего менструального цикла.
- Вклад периферических T, A и DHEA-S в яичниках достигает максимального уровня в середине цикла, тогда как вклад яичников в периферический DHT и DHEA, по-видимому, не зависит от менструального цикла.
- Яичники и кора надпочечников вносят одинаковый вклад в периферический Т, ДГТ и А, за исключением того, что в середине цикла вклад яичников в периферический А в два раза превышает вклад надпочечников.
- Периферический DHEA и DHEA-S вырабатываются главным образом в коре надпочечников, которая обеспечивает 80% DHEA и более 90% DHEA-S.

| Андроген                                                                   | Яичники (%) (F, M, L) | Надпочечники (%) |
| -------------------------------------------------------------------------- | --------------------- | ---------------- |
| DHEA                                                                       | 20                    | 80               |
| DHEA-S                                                                     | 4, 10, 4              | 90–96            |
| Андростендион                                                              | 45, 70, 60            | 30–55            |
| Тестостерон                                                                | 33, 60, 33            | 40–66            |
| DHT                                                                        | 50                    | 50               |
| F = ранняя фолликулярная, M = середина цикла, L = поздняя лютеиновая фаза. |                       |                  |

## Классификация андрогенов
- Дегидроэпиандростерон → Андростендион → 5α-Андростандион1 → Андростерон1
- Андростендиол → Тестостерон → 5α-Дигидротестостерон1 → 3α-Андростандиол1

## Физиологические свойства
Андрогены оказывают сильное анаболическое и анти-катаболическое действие, повышают синтез белков и тормозят их распад.
Повышают утилизацию глюкозы клетками за счёт повышения активности гексокиназы и других гликолитических ферментов.
Понижают уровень глюкозы в крови.
Увеличивают мышечную массу и силу.
Способствуют снижению общего количества подкожного жира и уменьшению жировой массы по отношению к мышечной массе, но могут увеличить отложения жира по мужскому типу (на животе) при одновременном уменьшении отложений жира в типично женских местах (ягодицы и бёдра, грудь).
Андрогены оказывают атерогенное влияние на липидный обмен, снижая содержание в крови липопротеинов высокой плотности и увеличивая концентрацию липопротеинов низкой плотности (поэтому у мужчин выше риск атеросклеротических изменений сосудов).
Андрогены повышают возбудимость психосексуальных центров ЦНС, либидо (сексуальное влечение) у обоих полов, частоту и силу эрекций полового члена у мужчин, силу эрекции клитора у женщин.
Андрогены вызывают появление или развитие мужских вторичных половых признаков:
- понижение и огрубление голоса,
- рост волос на лице и теле по мужскому типу,
- превращение пушковых волос на лице и теле в терминальные,
- усиление секреции пота и изменение его запаха,
- у мужчин — увеличение размеров половых органов до генетически заданного максимума, пигментацию мошонки и развитие складчатости кожи мошонки, пигментацию сосков,
- формирование мужского типа лица и скелета,
- увеличение размеров простаты и количества секрета в ней.

При определённой генетической предрасположенности (повышенная чувствительность волосяных фолликулов к ферменту 5-альфа-редуктазе) андрогены могут вызывать облысение головы по мужскому типу.
У женщин андрогены в характерных для мужчин концентрациях вызывают:
- увеличение размеров клитора и половых губ и сближение половых губ (что делает их более похожими на мошонку),
- частичную атрофию молочных желез, матки и яичников,
- прекращение менструаций и овуляций, бесплодие,
- у беременной на ранних стадиях высокие концентрации андрогенов вызывают выкидыш в связи с остановкой роста размеров матки и создающейся в матке «теснотой» для плода, несмотря на то, что сами по себе андрогены вызывают расслабление мускулатуры матки подобно прогестерону,
- понижают секрецию влагалищной смазки, в силу чего при высоком уровне андрогенов у женщин вагинальный половой акт может стать болезненным,
- появление тёмных волос на лице, руках, ногах, прыщей,
- усиление секреции сальных желез, что делает волосы и кожу лица жирными,
- появляется раздражительность, агрессия.

Повышенное содержание половых гормонов может вызвать побочные эффекты.

## Биохимия

### Биосинтез
Андрогены синтезируются из холестерина и вырабатываются главным образом в половых железах (яичках и яичниках), а также в надпочечниках. Яички производят гораздо большее количество, чем яичники. Превращение тестостерона в более мощный ДГТ происходит в предстательной железе, печени, головном мозге и коже.
| Пол | Половой гормон  | Репродуктивная фаза | Скорость выработки крови | Скорость секреции половых желез | Скорость метаболического клиренса | Контрольный диапазон (уровни в сыворотке) | Контрольный диапазон (уровни в сыворотке) |
| Пол | Половой гормон  | Репродуктивная фаза | Скорость выработки крови | Скорость секреции половых желез | Скорость метаболического клиренса | Единицы СИ                                | Единицы, отличные от СИ                   |
| --- | --------------- | ------------------- | ------------------------ | ------------------------------- | --------------------------------- | ----------------------------------------- | ----------------------------------------- |
| Мужчины | Андростендион   | –                   | 2,8 мг / день            | 1,6 мг / день                   | 2200 л / день                     | 2,8–7,3 нмоль/л                           | 80-210 нг / дл                            |
| Мужчины | Тестостерон     | –                   | 6,5 мг / день            | 6,2 мг / день                   | 950 л / день                      | 6,9–34,7 нмоль/ л                         | 200-1000 нг / дл                          |
| Мужчины | Эстрон          | –                   | 150 мкг / день           | 110 мкг / день                  | 2050 л / день                     | 37-250 пмоль/ л                           | 10-70 пг / мл                             |
| Мужчины | Эстрадиол       | –                   | 60 мкг / день            | 50 мкг / день                   | 1600 л /день                      | <37-210 пмоль/л                           | 10-57 пг / мл                             |
| Мужчины | Сульфат эстрона | –                   | 80 мкг / день            | Незначимый                      | 167 л / день                      | 600-2500 пмоль/ л                         | 200-900 пг / мл                           |
| Женщины | Андростендион   | –                   | 3,2 мг / день            | 2,8 мг / день                   | 2000 л /день                      | 3,1–12,2 нмоль/л                          | 89-350 нг / дл                            |
| Женщины | Тестостерон     | –                   | 190 мкг / день           | 60 мкг / день                   | 500 л / день                      | 0,7–2,8 нмоль/л                           | 20-81 нг / дл                             |
| Женщины | Эстрон          | Фолликулярная фаза  | 110 мкг / день           | 80 мкг / день                   | 2200 л / день                     | 110-400 пмоль / л                         | 30-110 пг / мл                            |
| Женщины | Эстрон          | Лютеиновая фаза     | 260 мкг / день           | 150 мкг / день                  | 2200 л / день                     | 310-660 пмоль / л                         | 80-180 пг / мл                            |
| Женщины | Эстрон          | Постменопауза       | 40 мкг / день            | Незначимый                      | 1610 л / день                     | 22-230 пмоль/ л                           | 6-60 пг / мл                              |
| Женщины | Эстрадиол       | Фолликулярная фаза  | 90 мкг / день            | 80 мкг / день                   | 1200 л / день                     | <37-360 пмоль/л                           | 10-98 пг / мл                             |
| Женщины | Эстрадиол       | Лютеиновая фаза     | 250 мкг / день           | 240 мкг / день                  | 1200 л / день                     | 699-1250 пмоль / л                        | 190-341 пг/ мл                            |
| Женщины | Эстрадиол       | Постменопауза       | 6 мкг / день             | Незначимый                      | 910 л / день                      | <37-140 пмоль/л                           | 10-38 пг / мл                             |
| Женщины | Сульфат эстрона | Фолликулярная фаза  | 100 мкг / день           | Незначимый                      | 146 л /день                       | 700-3600 пмоль/ л                         | 250-1300 пг / мл                          |
| Женщины | Сульфат эстрона | Лютеиновая фаза     | 180 мкг / день           | Незначимый                      | 146 л /день                       | 1100-7300 пмоль/ л                        | 400-2600 пг / мл                          |
| Женщины | Прогестерон     | Фолликулярная фаза  | 2 мг / день              | 1,7 мг / день                   | 2100 л / день                     | 0,3–3 нмоль/л                             | 0,1–0,9 нг/ мЛ                            |
| Женщины | Прогестерон     | Лютеиновая фаза     | 25 мг / день             | 24 мг / день                    | 2100 л / день                     | 19-45 нмоль/ л                            | 6-14 нг/ мл                               |
| Примечания: "Концентрация стероида в кровотоке определяется скоростью, с которой он выделяется из желез, скоростью метаболизма предшественника или прегормонов в стероид и скоростью, с которой он экстрагируется тканями и метаболизируется. Скорость секреции стероида относится к общей секреции соединения из железы в единицу времени. Уровень секреции оценивали путем отбора проб венозного стока из железы с течением времени и вычитания концентрации гормонов в артериях и периферических венах. Cкорость метаболического клиренса стероида определяется как объем крови, который был полностью очищен от гормона в единицу времени. Скорость выработки стероидного гормона относится к поступлению в кровь соединения из всех возможных источников, включая секрецию желез и превращение прогормонов в интересующий стероид. В устойчивом состоянии количество гормона, поступающего в кровь из всех источников, будет равно скорости, с которой он выводится (скорость метаболического клиренса), умноженной на концентрацию в крови (скорость выработки = скорость метаболического клиренса × концентрация). Если вклад метаболизма прогормонов в циркулирующий пул стероидов невелик, то скорость выработки будет приближаться к скорости секреции. |                 |                     |                          |                                 |                                   |                                           |                                           |

### Метаболизм
Андрогены метаболизируются главным образом в печени.

## Медицинское применение
Низкий уровень тестостерона (гипогонадизм) у мужчин можно лечить с помощью введения тестостерона. Рак предстательной железы можно лечить, удаляя основной источник тестостерона: удаление яичек (орхиэктомия); или агенты, которые блокируют доступ андрогенов к их рецепторам: антиандрогены.
1. ↑  15 Ways To Get Rid Of Pimples Overnight Natural. Fast Health Fitness (17 мая 2016). Дата обращения: 16 сентября 2022. Архивировано 17 августа 2020 года.
2. 1 2  Neil R. Carlson. Physiology of behavior. — Eleventh edition. — Boston, 2013. — xx, 748 pages с. — ISBN 978-0-205-23939-9, 0-205-23939-0, 978-0-205-23981-8, 0-205-23981-1.
3. ↑  Häggström, Mikael; Richfield, David (2014). Diagram of the pathways of human steroidogenesis. WikiJournal of Medicine. 1 (1). doi:10.15347/wjm/2014.005. ISSN 2002-4436.
4. ↑  Androgens. DIAsource. Дата обращения: 16 сентября 2022. Архивировано 8 августа 2014 года.
5. ↑  Steroid Biochemistry and Pharmacology by Briggs and Brotherton, Academic Press.
6. 1 2  G. E. Abraham. Ovarian and adrenal contribution to peripheral androgens during the menstrual cycle // The Journal of Clinical Endocrinology and Metabolism. — 1974-08. — Т. 39, вып. 2. — С. 340–346. — ISSN 0021-972X. — doi:10.1210/jcem-39-2-340. Архивировано 21 сентября 2022 года.